# Pevja, Mlîniv
Pevja (în ucraineană Певжа) este localitatea de reședință a comunei Pevja din raionul Mlîniv, regiunea Rivne, Ucraina.

## Demografie
Componența lingvistică a localității Pevja
     Ucraineană (99,68%)
     Alte limbi (0,32%)
Conform recensământului din 2001, majoritatea populației localității Pevja era vorbitoare de ucraineană (99,68%), existând în minoritate și vorbitori de alte limbi.